# Unión Popular de Kenia
La Unión Popular de Kenia (en inglés: Kenya People's Union) abreviado como KPU fue un partido político socialista de Kenia existente entre 1966 y 1969, constituyendo la principal oposición al gobierno de Jomo Kenyatta y su partido, la Unión Nacional Africana de Kenia (KANU) durante este período. Fue liderado por Jaramogi Oginga Odinga, vicepresidente entre 1964 y 1966. Tras su ilegalización el 30 de octubre de 1969, Kenia se convirtió en un estado de partido único, que duraría hasta 1992.

## Historia

### Fundación
Entre marzo y abril de 1966, una facción de izquierda de la gobernante Unión Nacional Africana de Kenia (KANU) instigó una escisión masiva del partido y fundó la KPU, teniendo en su origen 29 parlamentarios bajo el mando del vicepresidente Jaramogi Oginga Odinga, que dimitió de su cargo para liderar el partido el 14 de abril. La respuesta del gobierno de Kenyatta fue modificar la constitución para exigir que los parlamentarios que desertaran de sus partidos estarían obligados a buscar la reelección anticipadamente, convocando a una elección parcial para 19 escaños de la Cámara de Representantes y 10 del Senado. La KPU tenía un amplio apoyo en la mayoría del territorio del país, aunque su principal bastión fue la provincia de Nyanza, donde residía el pueblo Luo. Las elecciones tuvieron lugar entre el 11 y el 12 de junio. Aunque la KPU fue, por abrumador margen, el partido más votado con un 54.24%, la KANU se quedó con la mayoría de los escaños, dejando a la KPU con dos senadores y siete diputados.

### Hostigamiento
El estado, dominado por el partido KANU, empleó muchas tácticas para interrumpir el ascenso de la KPU. Se presionó a los empleados locales para que despidieran al personal que apoyaba a la KPU. Esto llevó a la destitución de más de treinta y cinco funcionarios públicos y otros degradados. Además, se incautaron los pasaportes de los miembros de KPU para detener sus viajes internacionales y, al mismo tiempo, obligaron a las empresas públicas a despedir a los empleados afiliados a la KPU.
Después de tres años de hostigamiento político y detención de líderes del partido, se logró la disolución final de la oposición keniata. El Hospital General de New Nyanza se inauguró el 25 de octubre de 1969, una fundación por la que el presidente Jomo Kenyatta no estaba entusiasmado, ya que se construyó con dinero soviético y se consideraba que el proyecto era más bien de Odinga. Kenyatta, sin embargo, dirigió las ceremonias de apertura del hospital para aumentar su popularidad en la provincia de Nyanza. Los Luo eran generalmente hostiles hacia el gobierno, luego del asesinato de Tom Mboya unos meses antes, percibiéndose al gobierno de Kenyatta como culpable. Una serie de disturbios se desataron en la ceremonia de apertura, cuando los partidarios de la KPU atacaron el entorno de Kenyatta. Más de diez personas murieron cuando el personal de seguridad de Kenyatta abrió fuego contra los manifestantes. Odinga y varios otros funcionarios de KPU fueron arrestados dos días después del incidente.

### Disolución
Odinga fue puesto bajo arresto domiciliario el 29 de octubre de 1969, después de violentas manifestaciones contra el gobierno en Kisumu.  Su arresto, al igual que otros parlamentarios y funcionarios de la KPU, llevó al asalto a la embajada de Kenia en Moscú por estudiantes kenianos. Al día siguiente, la KPU fue oficialmente ilegalizada. El gobierno alegó al respecto que la KPU y todas sus sucursales eran "peligrosas para los buenos gobiernos de la República de Kenia" y que el KPU se había vuelto "más subversivo, tanto en su naturaleza como en su objetivos". Esta acción transformó a Kenia de facto en un estado de partido único.
Odinga mantuvo a la KPU funcional desde su arresto y, tras la muerte de Kenyatta en 1978 y su liberación por el gobierno de Daniel Arap Moi, intentó registrarla legalmente de nuevo, sin éxito. Tras su último intento, en marzo de 1990, la KPU técnicamente dejó de existir, pues al año siguiente Odinga participó en la fundación del Foro para la Restauración de la Democracia (FORD), que sería legalizado ese mismo año.